# خالد عمايرة
خالد عمايرة (1957-2023) صحفي فلسطيني من مدينة دورا بمحافظة الخليل. لقب بشيخ الصحافة الفلسطينية المعاصرة.

## سيرته
خالد عمايرة من مواليد مدينة دورا. حاصل على بكالوريوس الإعلام من جامعة اوكلاهوما، والماجستير في العلوم السياسية من جامعة جنوب إلينوي. عمل محاضراً في جامعة الخليل، كما كان صحفياً لدى العديد من وكالات الأنباء الأجنبية، وصحيفة الأهرام المصرية، والجزيرة نت بالإنجليزية، والمركز الفلسطيني للإعلام، وفلسطين تايمز، وميدل أيست.
صدر له عدة مؤلفات : كتاب «دحض الأساطير الغربية والمفاهيم الخاطئة عن الإسلام والقضية الفلسطينية» عام 1988، «الصحافة والاتصال الجماهيري.. النظرية والتطبيق» عام 1996، «العيش تحت وطأة الاحتلال الإسرائيلي» عام 2007، «قصتي مع الشيعة.. تناقضات جوهرية في الدين الشيعي الإمامي» عام 2017. كما ترجم العديد من الكتب من وإلى اللغة الإنجليزية مثل موسوعة التراث الفلسطيني.
توفي في 12 يوليو 2023 إثر نوبة قلبية.